# Lufthansa-Flug 502
Lufthansa-Flug 502 war ein Linienflug der Lufthansa von Hamburg (Deutschland) nach Buenos Aires (Argentinien) mit Zwischenlandungen in Frankfurt, Paris, Lissabon, Dakar (Senegal) und Rio de Janeiro (Brasilien). Die Lockheed L-1049G Super Constellation mit dem Luftfahrzeugkennzeichen D-ALAK stürzte am 11. Januar 1959 beim Landeanflug auf den Aeroporto Internacional do Rio de Janeiro/Galeão kurz vor dem Erreichen der Landebahn in der Nähe des Strandes  ab. Alle 29 Passagiere und sieben der zehn Besatzungsmitglieder kamen ums Leben. Es handelte sich dabei um den ersten Flugunfall der 1954 neu gegründeten Lufthansa.

## Unfall

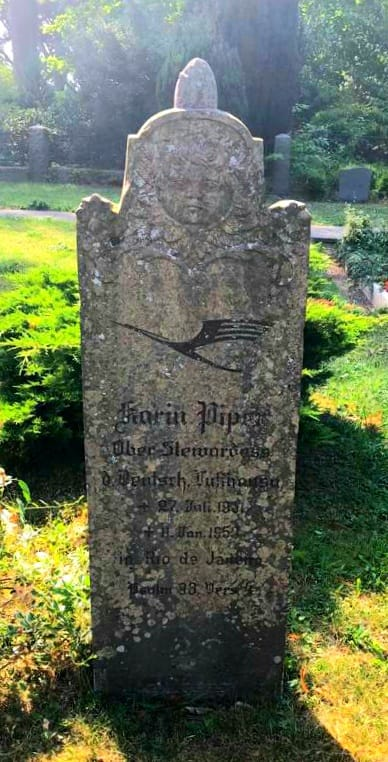
Grabstein der Ober-Stewardess Karin Piper auf dem Friedhof der Ev. Kirchengemeinde Altefähr auf Rügen.

Die Crew erhielt von der Luftverkehrskontrolle die Freigabe, im Rahmen des Anfluges auf die Landebahn 14 über der Bucht von Guanabara auf 3000 Fuß (etwa 900 m) zu sinken. Während des Sinkfluges herrschte in der Gegend regnerisches Wetter. Die Maschine sank zu tief und traf mit dem Bugrad auf die Wasseroberfläche. Die Crew versuchte, den Landeanflug fortzusetzen, konnte jedoch die Kontrolle über das Flugzeug nicht wiedererlangen, sodass die Constellation in Strandnähe abstürzte. Von den 39 Insassen überlebten nur der Kopilot, ein Flugbegleiter und die Flugbegleiterin Hilde Dehler. Unter den Opfern war die uruguayische Dichterin Susana Soca. Die ebenfalls bei dem Luftverkehrsunfall mit nur 27 Jahren verstorbene Ober-Stewardess Karin Piper wurde in ihrer Heimatgemeinde auf dem Altefährer Friedhof an der Nordseite der St. Nikolai-Kirche auf Rügen beigesetzt. Ihren heute dort noch erhaltenen Grabstein schmückt der fliegende Kranich, das Wahrzeichen der Deutschen Lufthansa.

## Flugzeug
Die 1955 gebaute Super Constellation wurde am 17. Mai 1955 an die Lufthansa ausgeliefert. Diese verkaufte das Flugzeug im Mai 1958 an die Seaboard World Airlines; im November desselben Jahres gelangte die Maschine zurück in das Eigentum der Lufthansa.

## Untersuchung des Flugunfalls
Die Untersuchung des Flugunfalls konnte die genaue Unfallursache nicht ermitteln. Wahrscheinlich führte ein Pilotenfehler zum Absturz, da der Flug 502 unter diejenige Flughöhe gesunken war, die für diese Phase des Landeanfluges freigegeben war.
Weil die Crew nach den brasilianischen Luftverkehrsbestimmungen – nicht jedoch nach den damals geltenden deutschen Regeln – die erlaubten maximalen Flugzeiten überschritten hatte, wurde die Ermüdung der Cockpitbesatzung als beitragender Faktor festgestellt.